# Citrus australasica
O limão caviar, também conhecido como, caviar vegetal e lima-dedo (Citrus Australasica), é um arbusto ou arvoreta espinhosa de sub-bosque da floresta húmida e subtropical húmida na região costeira de Queensland e Nova Gales do Sul, Austrália.
Possui frutos comestíveis que estão em alta como cultura comercial.

## Descrição
A planta tem de 2 a 7m de altura, com a presença de pequenas folhas. Suas flores são brancas e os frutos são cilíndricos, às vezes ligeiramente curvado, vindo em cores diferentes, incluindo rosa e verde.

## Cultivo e usos

### História
Os primeiros colonizadores consumiram as frutas e retiveram as árvores ao limpar os terrenos para a agricultura. Os botânicos que acompanharam os colonos sugeriram que eles deveriam cultivar essas plantas.

### Demandas
O caviar vegetal foi recentemente popularizado como um alimento gourmet. Os grãos cítricos foram comparados a um "caviar de limão", que pode ser usado como guarnição ou adicionado a várias receitas. Os grãos frescos têm o efeito de uma explosão de sabor picante efervescente à medida que são mastigadas. O suco da fruta é ácido e semelhante ao de um limão comum. As cascas do limão podem ser secas e usadas como uma especiaria.
O uso comercial de limão caviar começou em meados dos anos 1990 com compotas feitas a partir de frutos colhidos na natureza. Nos anos 2000, a lima já era vendida em pratos de restaurantes e exportada fresca.
O caviar vegetal foi recentemente cultivado comercialmente na Austrália em resposta à alta demanda da fruta. Há uma gama crescente de seleções genéticas que são enxertadas em porta-enxertos de citros. Com a repentina demanda do mercado pela fruta, a principal fonte de material genético para propagação tem sido as seleções de plantas selvagem.

### Doenças
No cultivo, o limão caviar é cultivado da mesma maneira que outras espécies cítricas. Pode estar sujeito a algumas pragas e doenças que requerem um controle especializado. Foi feita uma pesquisa sobre a mosca da fruta que concluiu que a lima-dedo não é uma planta hospedeira e, como tal, não é um risco de quarentena para os países importadores.
Pesquisas realizadas desde a década de 1970 indicaram que uma seleção selvagem de C. australasica era altamente resistente a Phytophthora citrophthora, o que resultou em um programa de cruzamento com o limão caviar para desenvolver porta-enxertos de citros resistentes a doenças. Em 2020, pesquisadores começaram a trabalhar com C. australasica para desenvolver soluções para a doença de greening nos cítricos.
O CSIRO também desenvolveu vários híbridos de Citrus cruzando a lima-dedo com espécies padrões. Esses híbridos criaram muitos cultivares que geram limas-dedo em muitas cores diferentes, que vão desde o rosa claro até o verde escuro. Acredita-se que o limão vegetal tenha a mais ampla gama de variação de cores entre todas as espécies cítricas. A cor da polpa (grãos cítricos) vem em tons de verde ou rosa, incluindo verde, rosa claro, coral e escarlate.

## Taxonomia
Historicamente, a lima-dedo era vista como um membro do gênero Citrus .Mas ao em vez disso, o sistema de taxonomia Swingle dividiu os citros  em sete gêneros, colocando o C. australasica  no novo gênero Microcitrus.  Porém, estudos posteriores favoreceram um conceito mais amplo de Citrus que reúne os gêneros separados por Swingle, devolvendo o caviar vegetal ao Citrus.
|  | Citrus inodora    |
|  |                   |
|  | Citrus maideniana |
|  |                   |

|  | Citrus garrawayi    |
|  |                     |
|  | Citrus australasica |
|  |                     |

|  | Citrus inodora    |
|  |                   |
|  | Citrus maideniana |
|  |                   |

|  | Citrus garrawayi    |
|  |                     |
|  | Citrus australasica |
|  |                     |

|  | Citrus inodora    |
|  |                   |
|  | Citrus maideniana |
|  |                   |

|  | Citrus garrawayi    |
|  |                     |
|  | Citrus australasica |
|  |                     |

|  | Citrus inodora    |
|  |                   |
|  | Citrus maideniana |
|  |                   |

|  | Citrus garrawayi    |
|  |                     |
|  | Citrus australasica |
|  |                     |

|  | Citrus inodora    |
|  |                   |
|  | Citrus maideniana |
|  |                   |

|  | Citrus garrawayi    |
|  |                     |
|  | Citrus australasica |
|  |                     |

|  | Citrus inodora    |
|  |                   |
|  | Citrus maideniana |
|  |                   |

|  | Citrus garrawayi    |
|  |                     |
|  | Citrus australasica |
|  |                     |

|  | Citrus inodora    |
|  |                   |
|  | Citrus maideniana |
|  |                   |

|  | Citrus garrawayi    |
|  |                     |
|  | Citrus australasica |
|  |                     |

|  | Citrus inodora    |
|  |                   |
|  | Citrus maideniana |
|  |                   |

|  | Citrus garrawayi    |
|  |                     |
|  | Citrus australasica |
|  |                     |

## Galeria

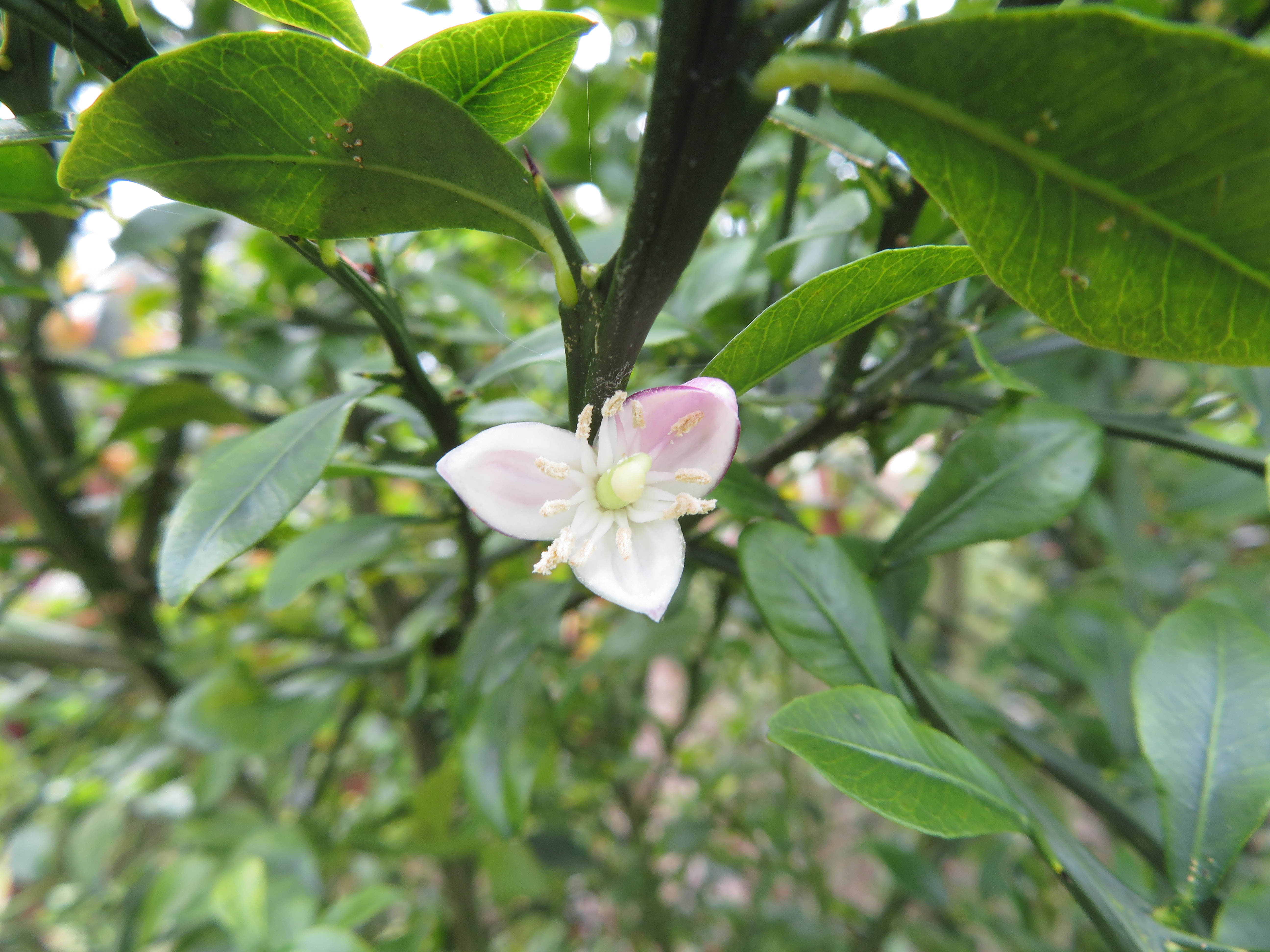
Uma flor de caviar vegetal.
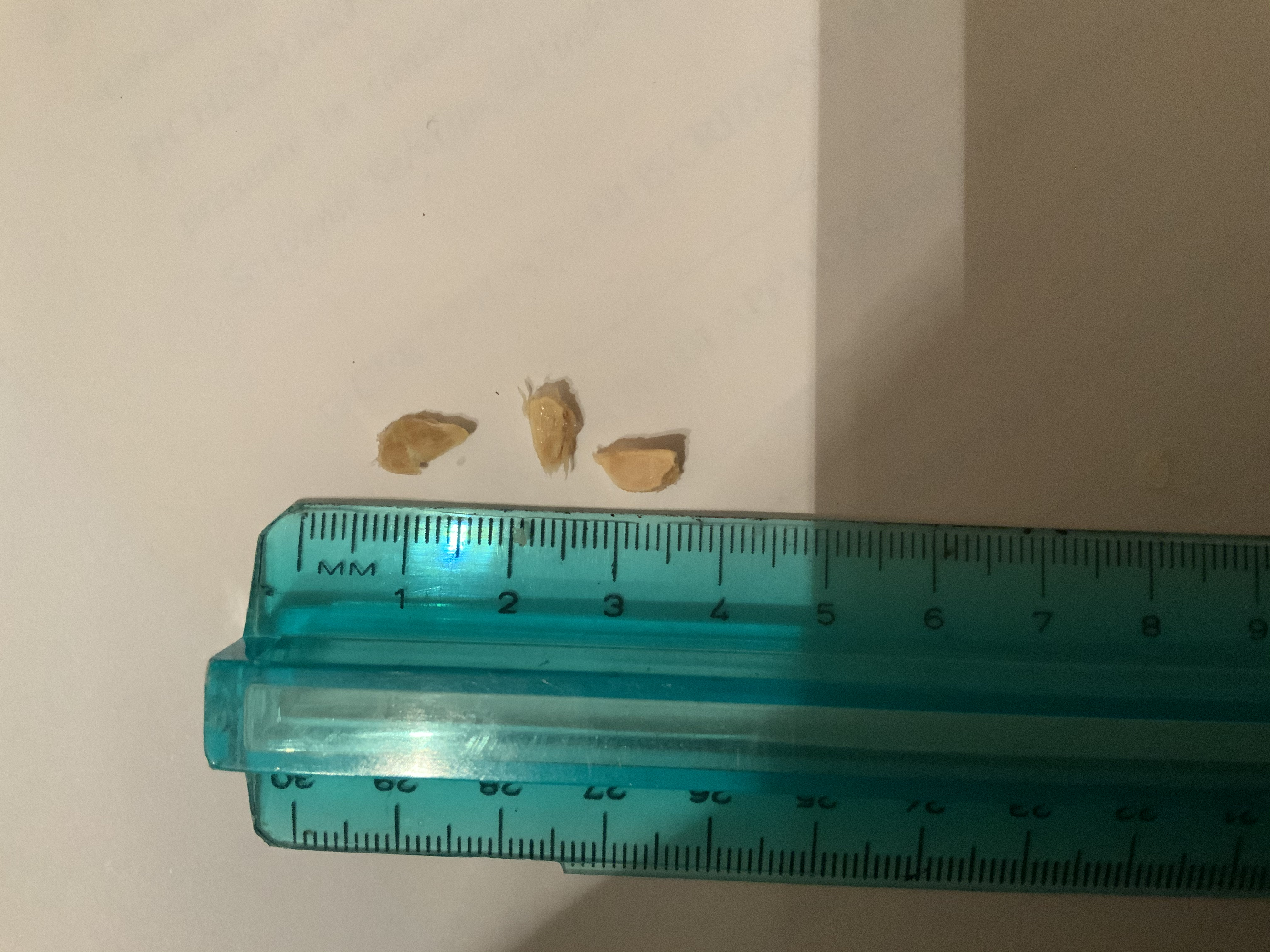
Sementes de lima-dedo.
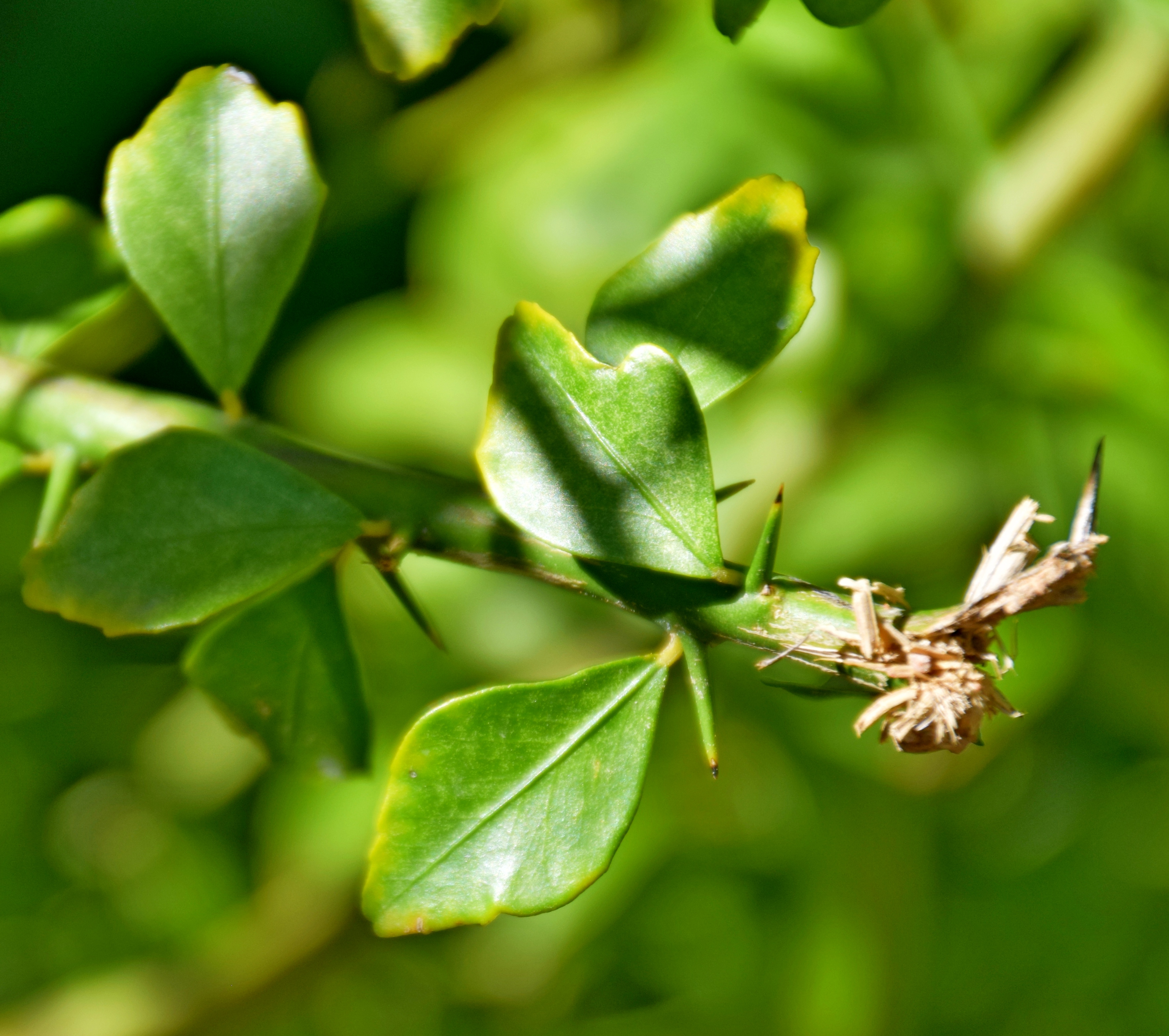
Folhagem.
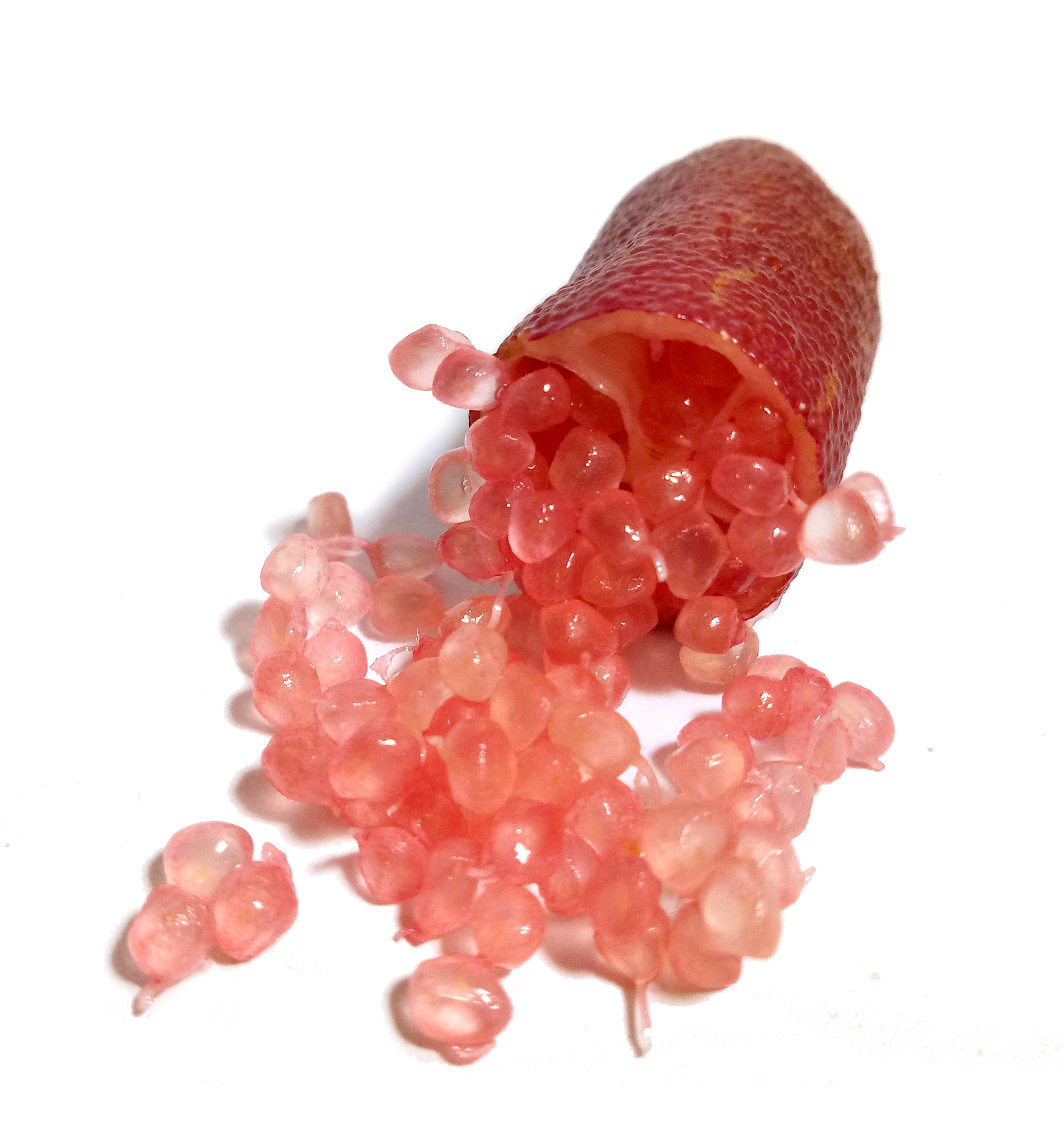
Limão caviar com grãos cítricos parcialmente extraídos.
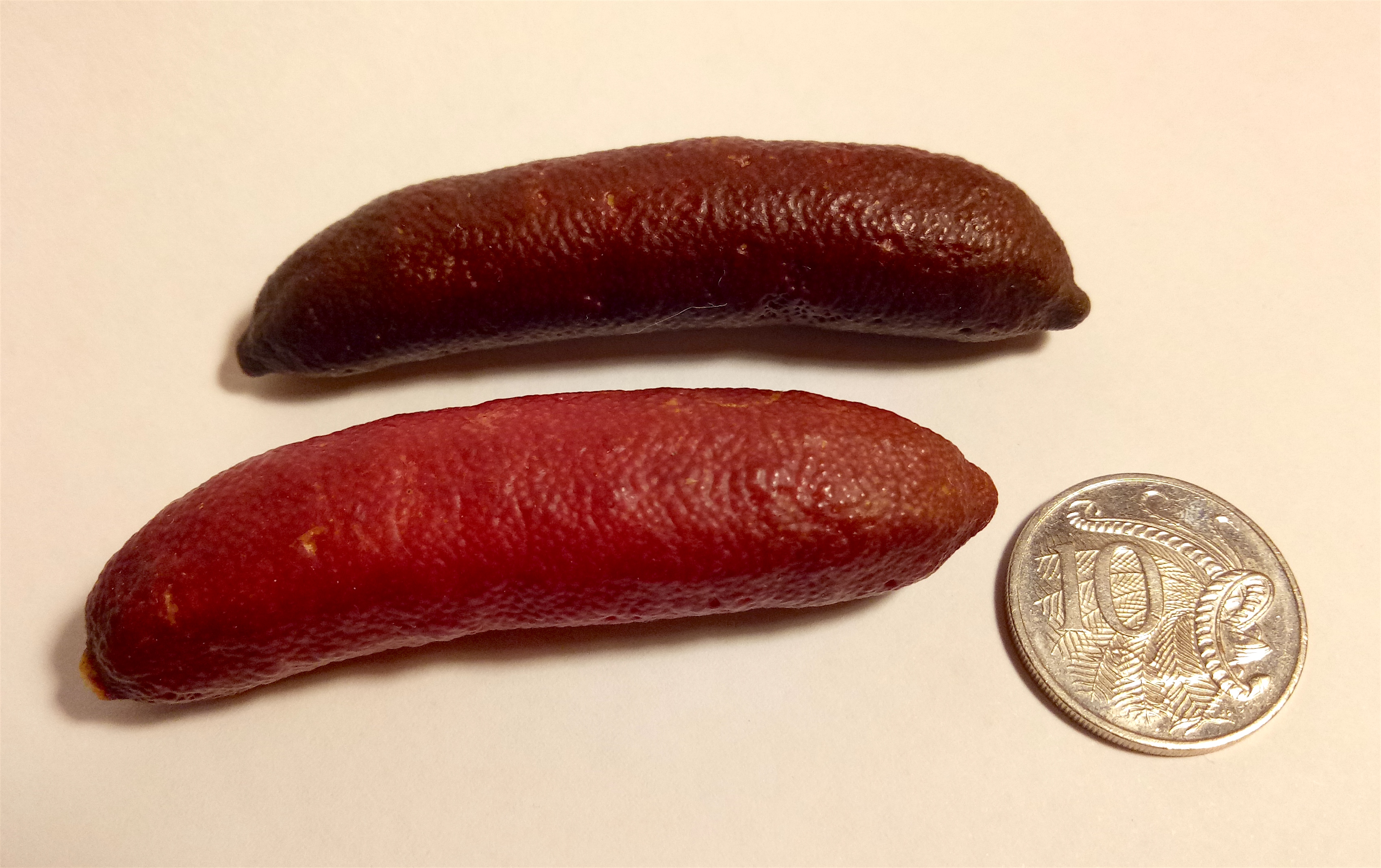
Dois exemplares de C. australasica ao lado de uma moeda australiana de dez centavos ( 23mm de diâmetro)